# اولسباخ
اولسباخ (به آلمانی: Ohlsbach) یک شهر در آلمان است که در ارتناوکرایس واقع شده‌است. اولسباخ ۳٬۱۷۸ نفر جمعیت دارد.